# アンヌ・ド・ボージュー
アンヌ・ド・ボージュー（Anne de Beaujeu, 1461年4月3日 - 1522年11月14日）は、フランス王ルイ11世と2番目の妃シャルロット・ド・サヴォワの娘。アンヌ・ド・フランス（Anne de France）とも。妹にルイ12世の最初の王妃ジャンヌ、弟にシャルル8世がいる。
1473年にブルボン公ピエール2世と結婚した。1483年に父ルイ11世が没すると、王位を継承した弟シャルル8世がまだ若年であったため、1491年まで夫とともに摂政を務めた。
ピエール2世との間に1男1女をもうけた。
- シャルル（1476年 - 1498年）　クレルモン伯
- シュザンヌ（1491年 - 1521年）　ブルボン公シャルル3世と結婚（共同で公位を継承）